# Voltron
Voltron es una serie de dibujos animados de la década 1980, similar a otras series futuristas que marcarían el panorama de los dibujos en los años siguientes de esa década, como Robotech, Transformers, Silverhawks y Thundercats.
Constó de dos temporadas, la primera, Voltron Leones, o Hyakujuu Ou Go Lion, consta de 72 episodios y fue creada por Toei Animation en Japón entre los años 1981 y 1982. La segunda, Voltron Vehículos o Kikou Kantai Dairugger XV, tiene 52 episodios y fue creada por Toei entre 1982 y 1983. No hay relación entre los dos series en Japón; la relación es una obra de World Events Productions, Ltd., el distribuidor americano de Voltron. Sin embargo uno de los personajes de Voltron Leones, piloto de uno de ellos, tenía un hermano que pilotaba uno de los vehículos de la otra serie, Voltron Vehículos, por lo tanto eran contemporáneas pero ambientadas en distintos lugares.
Existió a la vez una tercera temporada exclusiva solo realizada por animación estadounidense, en la cual adicionaba tan solo 20 episodios más, así como una tercera temporada alternativa, que en vez de ser planteada dentro del universo Voltron se convirtió rápidamente en otra serie, Arbegas o llamada Kosoku Denjin Albegas, o Gladiator Voltron, creada entre 1983 y 1984 que a pesar de no entrar directamente como temporada de la franquicia Voltron constó de 45 episodios, pero, debido a la fuerte popularidad de Voltron Leones, quedó separada de sus antecesoras, se planeó una versión inglesa, pero nunca se produjo, llegó a Hispanoamérica bajo el nombre: Arbegas El Rayo Custodio.
Estas tres series fueron creadas por un grupo de planificadores de Toei Animation bajo el seudónimo de Saburo Yatsude, los cuales crearon y planificaron las series Super Sentai Series, Metal Hero y varias producciones Tokusatsus más.
En España e Hispanoamérica se dobló y transmitió primero Voltron Vehículos y después fue Voltron Leones, o sea en orden inverso.